# Chiesa di San Fiorenzo (Vinadio)
La chiesa di San Fiorenzo è la parrocchiale di Vinadio, in provincia di Cuneo e diocesi di Cuneo-Fossano; fa parte della zona pastorale della Valle Stura.

## Storia
Originariamente la Val Stura era inserita nella diocesi di Torino e dipendeva dall'abbazia di San Dalmazzo di Pedona.
Nel XII secolo si hanno le prime menzioni di un'ecclesia a Vinay e a partire dal Duecento divenne filiale della pieve di San Giovanni di Demonte.
Nel 1321, grazie anche al contribuito economico dei fedeli, fu costruita una nuova chiesa, con l'abside rivolta a oriente e dotata di un'unica navata di modeste dimensioni, che nel 1389 risultava comunque già parrocchiale; nel 1460 venne aggiunto il pronao.
Verso la fine del XVII secolo il luogo di culto fu oggetto di un intervento di rifacimento e di ampliamento a tre navate; in questa occasione venne modificato l'orientamento e il portale con il pronao venne spostato in corrispondenza della nuova facciata.
Nel 1733 si procedette a un allungamento della navata centrale e all'edificazione del coro e dell'abside; in epoca napoleonica la parrocchia venne aggregata alla diocesi di Mondovì, per poi passare nel 1817 alla neo-costituita diocesi di Cuneo.
Nel 1833 si decise di demolire la chiesa per costruire al suo posto un nuovo forte, ma il re Carlo Alberto di Savoia intervenne a favore della sua preservazione.
Nel 2000 si provvide ad eseguire l'adeguamento liturgico secondo le usanze postconciliari mediante l'aggiunta dell'altare rivolto verso l'assemblea e dell'ambone.

## Descrizione

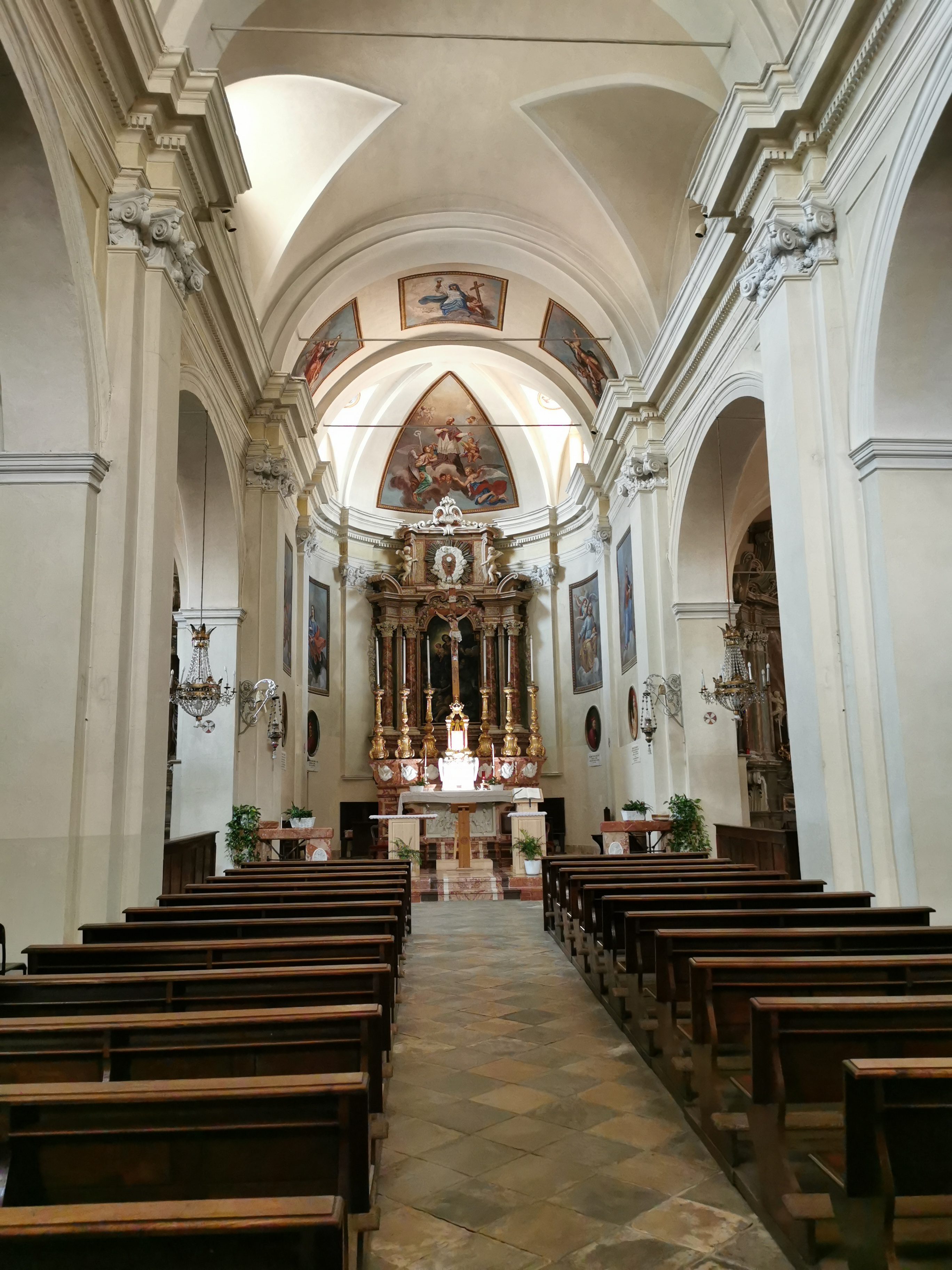
L'interno

### Esterno
La facciata a salienti della chiesa, rivolta a sudest e anticipata dal pronao sorretto da colonnine in pietra, presenta centralmente il portale d'ingresso e una serliana, mentre ai lati si aprono due finestrelle quadrilobate.
Annesso alla parrocchiale è il campanile a base quadrata, la cui cella presenta su ogni lato una bifora ed è coperta dalla guglia piramidale.

### Interno
L'interno dell'edificio si compone di tre navate, voltate a botte e separate da pilastri abbelliti da archi a tutto sesto e sorreggenti degli archi a tutto sesto, sopra i quali corre la cornice modanata e aggettante; al termine dell'aula si sviluppa il presbiterio, rialzato di alcuni gradini, delimitato da balaustre e chiuso dall'abside di forma semicircolare.